# Annie Oliv
Annie Karin Charlotta Randlert, född Oliv den 12 oktober 1987 i Gislaved, är en svensk modell och klassiskt skolad cellist, som medverkade i Melodifestivalen 2008.
Den 8 september 2007 vann Oliv skönhetstävlingen Miss World Sweden som är en separat tävling från den vanliga Fröken Sverige-tävlingen. I och med vinsten tävlade Oliv senare för Sverige i Miss World 2007 i Sanya, Kina. Tävlingen vanns av Miss China Zhang Zilin men titeln Miss World Europe 2007 vanns av Annie Oliv samma kväll.
Den 23 februari 2008 spelade hon cello under bidraget "Izdajice" som sjöngs av Mickey Huskic i en deltävling av Melodifestivalen 2008. "Izdajice" kom på sjunde plats. 2010 medverkade hon i Sveriges lucia och representerade Småland.